# King of Fools

King of Fools, міні-альбом німецького павер-метал гурту Edguy, виданий в 2004 році. Крім титульної композиції, яка входить до альбому Hellfire Club, міні-альбом включає ще 4 поза-альбомні треки .

## Список композицій
1. "King of Fools" (Edit Version) - 3:35
2. "New Age Messiah" - 6:00
3. "The Savage Union" - 4:15
4. "Holy Water" - 4:17
5. "Life and Times of a Bonus Track" - 3:23[1]

## Учасники
- Тобіас Саммет - вокал
- Тобіас 'Еггі' Ексель - бас-гітара
- Йенс Людвіг - соло-гітара
- Дірк Зауер - ритм-гітара
- Фелікс Бонке - ударні